# Том-Усинський ВТТ
Том-Усинський ВТТ (рос. ТОМЬ-УСИНСКИЙ ИТЛ) — структурна одиниця системи виправно-трудових таборів Народного комісаріату внутрішніх справ СРСР (ГУЛАГ НКВД) в місті Сталінську (нині Новокузнецьк).
Організований 25.08.48;

закритий 15.07.49 (табірні підрозділи передані до складу УВТТК УМВС по Кемеровській обл.)

## Історія
Після окупації гітлерівцями Донбасу від гірників Кузбасу потрібно було різко збільшити видобуток вугілля, особливо коксівного. З 1943 року в Томусинському і Мраському районах були розгорнуті великі розвідувальні роботи трестом «Кузбасвуглегеологія».
17 липня 1948 главк «Главкузбассшахтострой», що знаходився в Новокузнецьку, отримав з Мінбуду паливних підприємств СРСР наказ «Про будівництво шахт для видобутку вугілля на Том-Усинському родовищі» Кузнецького басейну, в якому йому пропонувалося негайно розпочати будівництво рудника.
Основним видом робіт ув'язнених була робота у високогірній місцевості. При відкритті ВТТ в 1948 році штатна чисельність складала 5000 з/к. В подальшому між річками Том і Уса виникло місто Междурєченськ.